# Isera
Isera település Olaszországban, Trento megyében. Lakosainak száma 2785 fő (2023. január 1.). Isera Nogaredo, Rovereto, Mori, Ronzo-Chienis és Villa Lagarina községekkel határos.

## Népesség
A település népességének változása:
| Lakosok száma | 2764 | 2790 | 2785 |
|               | 2017 | 2018 | 2023 |